# Get-Rich-Quick Peggy
Get-Rich-Quick Peggy è un cortometraggio muto del 1921 diretto da Alfred J. Goulding.

## Produzione
Il film fu prodotto dalla Century Film.

## Distribuzione
Distribuito dall'Universal Film Manufacturing Company, il film - un cortometraggio in due bobine - uscì nelle sale cinematografiche USA il 7 dicembre 1921.